# Eisenhans (Robert Bly)
Eisenhans – Ein Buch über Männer (Originaltitel: Iron John) ist ein 1990 erschienenes, poetisch-psychologisches Sachbuch des amerikanischen Schriftstellers Robert Bly. Es gilt als eines der Standardwerke in der neueren Beschäftigung mit der Rolle als Mann.

## Inhalt
Bly stellt anhand des gleichnamigen Märchens der Brüder Grimm den Verlauf des jungen männlichen Menschen bis zum erwachsenen Mann dar. Er analysiert aus psychologischer und literaturwissenschaftlicher Sicht die Phasen der „Mann-Werdung“. In der Beschäftigung mit alten Mythen sucht Bly nach männlichen Archetypen, die er als notwendige Wesensbestandteile einer entwickelten und selbstbewussten Männlichkeit ansieht. Er stellt einen positiven Bezug zur männlichen „Wildheit“ (Aggressivität) her, die er in der Gestalt des „Wilden Mannes“ sieht. Nach Bly kann das Kriegerische des Mannes die Aggressivität zeigen, muss sie aber nicht destruktiv einsetzen.
Bly betont die Wichtigkeit männlicher Bezugspersonen für heranwachsende Knaben und sieht in der vaterlosen Gesellschaft eines der zentralen gesellschaftlichen Probleme.

## Wirkung
Das Buch stieß auf starke Resonanz bei Männern, die sich mit ihrer Geschlechterrolle in der Gesellschaft auseinandersetzen wollen. Mit „Eisenhans“ fand erstmals der Begriff „Männerbewegung“ eine internationale Beachtung. Bly wurde zum Mitbegründer der mythopoetischen Männerbewegung, der vor allem von feministischer Seite, aber auch aus der profeministischen Männerbewegung oft vorgeworfen wird, sie benutze die Suche nach einer neuen Männlichkeit als bloßen Vorwand, um zu tradierten Rollen zurückzukehren. Dazu trug auch die Darstellung des Buches in der Öffentlichkeit als „Antwort auf die Frauenbewegung“ (Rezension bei Amazon) bei.

## Kritik
Bly wird häufig eine antifeministische Einstellung vorgeworfen. Von Soziologen und Geschlechterforschern wird kritisiert, dass er männliches Verhalten nur als biologisch vorgegeben annehme und andere Optionen als das traditionelle Männerbild ausschließe. Mit seinem positiven Bezug auf den König, den Krieger und den wilden Mann werde männliches Dominanzverhalten und männliche Gewalt gerechtfertigt. Zudem sei es für eine kritische Männerarbeit nicht genug, sich nur mit der männlichen Selbstwahrnehmung zu beschäftigen, statt vielmehr einen konstruktiven Dialog zwischen Männern und Frauen aufzunehmen.
Dagegen verteidigt Bly seinen wilden Mann als grundlegend verschieden vom Barbaren, der seine Aggressivität als Gewalt unkontrolliert nach außen richte. Er hält es für schädlich, dass ein Mann sich in seiner Rolle ausschließlich über sein Verhältnis zu Frauen definiert. Männliche Selbstfindung schaffe überhaupt erst die Voraussetzung für einen echten Dialog gleichberechtigter Partner.